# Anabasis eriopoda
Anabasis eriopoda là loài thực vật có hoa thuộc họ Dền. Loài này được (Schrenk) Paulsen mô tả khoa học đầu tiên năm 1912.